# ستيفن سبندر
ستيفن سبندر (بالإنجليزية: Stephen Spender)‏ (1909 - 1995)، هو شاعر وروائي وكاتب إنجليزي. ولد في لندن يوم 28 فبراير 1909 وتلقى تعليمه في أوكسفورد وانتمى إلى جماعة شعراء اوكسفورد(بالإنجليزية Auden Group) التي كانت تضم ويستن هيو أودن، لويس ماكنيس، سيسيل داي، وكريستوفر إشيروود.
وعمل صحافيا حيث شارك في الحرب الأهلية الإسبانية بهذه الصفة وأسهم في إصدار مجلة «الأمن» خلال الحرب العالمية الثانية. ولمكانته الأدبية العالمية وصفته جريدة «الجارديان» بأنه كان سفيرا غير رسمي للأدب الإنجليزي لايمكن أن يتكرر في المستقبل وحلقة وصل بين ثلاثينيات هذا الأدب وتسعينياته من القرن العشرين.
توفي في لندن يوم 16 يوليو 1995 عن عمر ناهز 86 عاما.

## من مؤلفاته
- «قصائد مختارة»
- «المعبد رواية»
- كما ترجم ثلاثية سوفوكليس أديب، وترجم لشيللر وريلك ولوركا ويفتشنكو واخرين.

## سيرته الذاتية

### السنوات المبكرة
ولد سبندر في كنسينغتون في لندن، للصحفي هارولد سبندر وفيوليت هيلدا شوستر، وهي رسامة وشاعرة من أصول يهودية ألمانية. التحق بدايةً بمدرسة هول في هامبستاد ثم ذهب في الثالثة عشرة إلى مدرسة غريشام في هولت ولاحقًا إلى مدرسة شارليكوت في وورثينغ، لكنه كان غير سعيد هناك. عند وفاة والدته، نُقل إلى مدرسة الكلية الجامعية (هامبستاد)، والتي وصفها فيما بعد بأنها «ألطف المدارس». غادر سبندر إلى نانت ولوزان ثم ذهب بعد ذلك إلى كلية أكسفورد الجامعية (بعد ذلك وفي عام 1973 أصبح زميلًا فخريًا). قال سبندر في أوقات مختلفة طوال حياته إنه لم يجتز امتحانًا قط. ربما كان صديقه المقرب والرجل الذي كان له أكبر تأثير عليه هو دبليو. إتش. أودن، الذي عرّفه على كريستوفر إشيروود. طُبعت أقدم نسخة من كتاب قصائد الذي كتبه أودن يدويًا بواسطة سبندر. غادر أكسفورد دون الحصول على شهادة، وفي عام 1929 انتقل إلى هامبورغ. دعاه إشيروود للحضور إلى برلين. كان سبندر يعود كل ستة أشهر إلى إنجلترا.
تعرف سبندر على زملائه أعضاء مجموعة أودن: لويس ماكنيس وإدوارد أبوورد وسيسيل داي-لويس. كان صديقًا لديفيد جونز، وتعرف لاحقًا على دبليو بي ييتس، وألن غينسبرغ، وتيد هيوز، ويوسف برودسكي، وأشعيا برلين، وماري ماكارثي، وروي كامبل، ورايموند تشاندلر، وديلن توماس، وجان بول سارتر، وكولن ويلسون، وآليستر كراولي، وإف. تي. برينس، وتي إس إليوت، وكذلك أعضاء مجموعة بلومزبري، ولا سيما فرجينيا وولف.

### مهنته
بدأ سبندر العمل على رواية عام 1929، والتي لم تنشر حتى عام 1988، تحت عنوان ذا تيمبل. تدور الرواية حول شاب يسافر إلى ألمانيا ويجد ثقافة منفتحة أكثر من ثقافة إنجلترا -لا سيما حول العلاقات بين الرجال- تظهر توقعات مخيفة للنازية، والتي ترتبط بشكل مربك بالانفتاح الشديد الذي تُعجَب به الشخصية الرئيسية. ذكر سبندر في مقدمة عام 1988:
  في أواخر العشرينيات من القرن العشرين، كان الكتّاب الإنجليز الشباب أكثر اهتمامًا بالرقابة من السياسة... كان عام 1929 آخر عام في ذلك الصيف الهندي الغريب-جمهورية فايمار. بالنسبة للعديد من أصدقائي ولنفسي، بدت ألمانيا جنة حيث لم تكن هناك رقابة وتمتع الشباب الألمان بحرية لا مثيل لها في حياتهم...
اكتُشفت موهبة سبندر بواسطة ت. س. إليوت. كان الشاعر الشهير ت. س. إليوت أيضًا محررًا في دور النشر المرموقة في لندن، مثل دار فابر & فابر، 1933.
غالبًا ما كان شعره المبكر، لا سيما كتاب بويمز (1933)، مستوحى من حركة الاحتجاج الاجتماعي. في أثناء العيش في فيينا، تمكن من التعبير عن قناعاته بشكل أكبر في كتابته فوروارد فروم ليبراليزم آند إن فيينا (1934)، وهي قصيدة طويلة في مديح انتفاضة 1934 للاشتراكيين النمساويين، وفي ترايال أوف أ دجادج (1938)، وفي شعر مسرحي مناهض للفاشية.
في مكتبة شكسبير آند كومباني في باريس، التي نشرت الطبعة الأولى من رواية عوليس (يوليسيس) لجيمس جويس، ظهرت شخصيات تاريخية بشكل نادر، وقرؤوا أجزاء من أعمال: بول فاليري، وأندريه غيد، وت. س. إليوت. حتى أن همنغواي وعد بتجاوز قاعدته بعدم القراءة علنًا إذا قرأ ستيفن سبندر معه، ووافق سبندر، وظهر همنغواي في قراءة نادرة في العلن مع ستيفن سبندر.

## روابط خارجية
- ستيفن سبندر على موقع IMDb (الإنجليزية)
- ستيفن سبندر على موقع الموسوعة البريطانية (الإنجليزية)
- ستيفن سبندر على موقع مونزينجر (الألمانية)
- ستيفن سبندر على موقع ميوزك برينز (الإنجليزية)
- ستيفن سبندر على موقع قاعدة بيانات برودواي على الإنترنت (الإنجليزية)
- ستيفن سبندر على موقع إن إن دي بي (الإنجليزية)